# تپه بجوشین
تپه بجوشین مربوط به هزاره اول قبل از میلاد - سده‌های ۸–۱۰ ه.ق است و در شهرستان ورزقان، بخش مرکزی، دهستان ازومدل شمالی، ۵۰۰ متری جنوب روستای تخمدل واقع شده و این اثر در تاریخ ۲۷ اسفند ۱۳۸۷ با شمارهٔ ثبت ۲۶۴۱۰ به‌عنوان یکی از آثار ملی ایران به ثبت رسیده است.